# 묘간 도야
묘간 도야(일본어: 名願 斗哉, 2004년 6월 29일~)는 일본의 축구 선수이다.

## 구단 경력
그는 2023년 J1리그의 가와사키 프론탈레에 입단했다. 2024년 J2리그의 베갈타 센다이로 이적했다.